# Háromszögletű csont

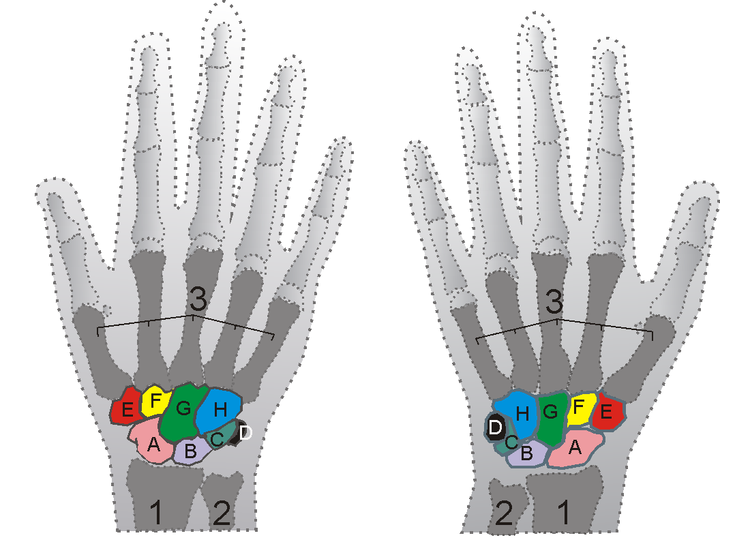
A kéz csontjai
A = Sajkacsont
B = Holdascsont
C = Háromszögletű csont
D = Borsócsont
E = Trapézcsont
F = Kis trapézcsont
G = Fejescsont
H = Horgascsont

A háromszögletű csont egyike a kéztőcsontoknak (os carpale), melyek a csuklóban találhatóak. A proximalis sor medialis részén található a borsócsont (os pisiform) és a holdascsont (os lunatum). A kéz ulnaris oldalán van, de a singcsonttal (ulna) nem ízesül. A borsó-, a holdas- és a horgascsonttal (os hamatum) áll kapcsolatban.

## Felszínei
A superior felszínen van egy belső, durva, nem ízesülő rész és egy külső konvex ízesülő rész, mely a csukló ízületi porckorongjával (discus articularis) ízesül.
Az inferior felszín kifelé néz, konkáv, görbült és sima, hogy a horgascsonttal ízesülni tudjon.
A volaris felszín belső részén vagy egy ovális csiszolt felület, amely a borsócsonttal ízesül. A külső felszíne durva, hogy szalagok tudjanak rajta tapadni.
A lateralis felszín a piramis alakú csont alapja, egy négyszögletű csiszolt felszín, amely a holdascsonttal ízesül.
A medialis felszín a piramis alakú csont csúcsa, durva, hogy a ligamentum collaterale carpi ulnare tapadjon rajta.

## Klinikai jelentőség
Törése a 2. leggyakoribb kéztőcsonttörés. A hozzá kapcsolódó számos szalag miatt törése a lágy szövet töréseivel is együtt jár.